# Скупова
Ску́пова — гора в Українських Карпатах, в масиві Гриняви; найвища вершина хребта Кринта-Скупова. Розташована в межах Верховинського району Івано-Франківської області, на схід від села Зелене і на захід від села Яблуниці.
Висота 1579,3 м (за іншими даними — 1580 м). Підніжжя і схили гори вкриті лісами, вище — полонини. Схили стрімкі, лише північний схил полого переходить у хребет, що простягається на північний захід до гори Розтіцька (1513,7 м).
З вершини Скупової відкривається чудова панорама довколишніх гір: на півдні хребет Пневе, за яким видніються гори масиву Чивчини; на заході та північному заході — масив Чорногора, на півночі — хребти Покутсько-Буковинських Карпат.
На захід і південний захід від гори, на схилах поблизьких вершин, є групи мальовничих скель, серед яких особливо цікаве нагромадження скель Угорське Каміння на західному схилі гори Скупова.
Найближчі населені пункти: Зелене, Яблуниця.
На південно-західних схилах гори бере початок струмок Кєкача, лівий доплив Білого Черемошу.